# FC Affing
Der FC Affing (Fußballclub Affing 1949 e. V.) ist ein Sportverein aus der schwäbischen Gemeinde Affing. Ursprünglich als Fußballverein gegründet, verfügt er heute über Abteilungen für Breitensport, Fußball, Ski, Stockschießen, Tischtennis und Volleyball.

## Geschichte
Der FC Affing wurde 1949 gegründet. In den ersten 46 Jahren seines Bestehens spielte der Verein mit seiner Fußballmannschaft in den Kreisligen des Fußballbezirks Schwaben. 1995 stieg er nach zwei Meisterschaften in Folge erstmals in die Bezirksliga Schwaben auf. Nach kurzzeitigem Abstieg 1997 gelang 2003 die Qualifikation für die Bezirksoberliga und 2005 für die Landesliga Bayern Süd. Im vierten Jahr in der Landesliga errang das Team hinter dem TSV 1860 Rosenheim die Vizemeisterschaft und nahm an der Relegation zur Bayernliga teil, unterlag aber schon in der ersten Runde dem Bayernligisten SV Seligenporten. Nach einem vierten Platz 2010 folgte 2011 der Abstieg.
In der Saison 2011/12 sicherte sich der FC Affing frühzeitig die Meisterschaft in der Bezirksoberliga Schwaben und stieg dank des erweiterten Aufstiegsrechts im Rahmen der Spielklassenreform des Bayerischen Fußball-Verbands nach Relegation gegen den TSV Landsberg und den FC Gundelfingen in die Bayernliga auf. Zwei Jahre später landete man zum Saisonende auf dem Abstiegsrelegationsplatz, zog gegen den DJK Vilzing den Kürzeren und stieg in die sechstklassige Landesliga Bayern ab. Nach einer Saison folgt 2015 der Abstieg in die Bezirksliga.
Nachdem aufgrund interner Querelen innerhalb der Vereinsführung fast alle Spieler den Verein verlassen hatten, mussten die verbliebenen Verantwortlichen eine komplett neue Mannschaft zusammenstellen, was jedoch nur leidlich gelang. Im September 2015 folgte ein Wechsel zur aktuellen Führung sowie die Rückkehr ehemaliger Spieler, was jedoch nicht verhindern konnte, dass man im Sommer 2016 abermals nun in die Kreisliga Augsburg Ost abgestiegen ist.
Nach dem 2. Platz in der Kreisliga Augsburg Ost scheiterte man im Juni 2017 in der Relegation zur Bezirksliga Schwaben. Jedoch im Mai 2018 konnte man die Rückkehr in die Bezirksliga mit einer imponierenden Serie von 12 Siegen am Stück in der Rückrunde perfekt machen. In der "Corona-Saison 2019/2021" konnte man den Abstieg nur mit Hilfe der "Quotienten-Regelung" vermeiden – das viel erwähnte zweite Jahr eines Aufsteigers. In der Saison 2021/2022 hat man sich in der Liga stabilisiert und konnte sogar kurzzeitig die Tabellenführung übernehmen. Aber wiederum "Corona" hat die Saison dann ordentlich durcheinander gewürfelt und letztlich aber konnte man sich Platz 9. sichern.

## Erfolge
- Aufstieg in die Bezirksliga Schwaben: 1995
- Aufstieg in die Landesliga Bayern Süd: 2005
- Aufstieg in die Bayernliga: 2012
- Rückkehr in die Bezirksliga Schwaben: 2018